# Hull and Barnsley Railway

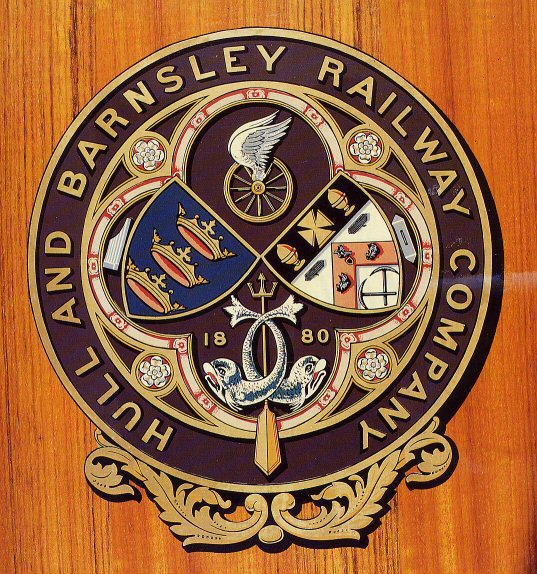
Wappen der H&BR

Die Hull and Barnsley Railway (H&BR) war eine britische Eisenbahngesellschaft, die von 1880 bis 1922 existierte.

## Geschichte
Die Gesellschaft wurde 1880 als Hull Barnsley & West Riding Junction Railway and Dock Company (HB&WRJR&DCo.) gegründet und die Strecke im Juli 1885 eröffnet. Die Länge des zum größten Teil in Yorkshire gelegenen Streckennetzes betrug 171 Kilometer. Ihre Hauptstrecke führte von Kingston upon Hull nach Cudworth. Die Hauptwerkstätten befanden sich in Kingston upon Hull. 1905 erfolgte die Umbenennung in Hull and Barnsley Railway.
1922 ging die H&BR in der North Eastern Railway (NER) auf. Mit dem Inkrafttreten des Railways Act 1921 am 1. Januar 1923 ging die North Eastern Railway in der London and North Eastern Railway (LNER) auf.

## Lokomotiven und Wagen

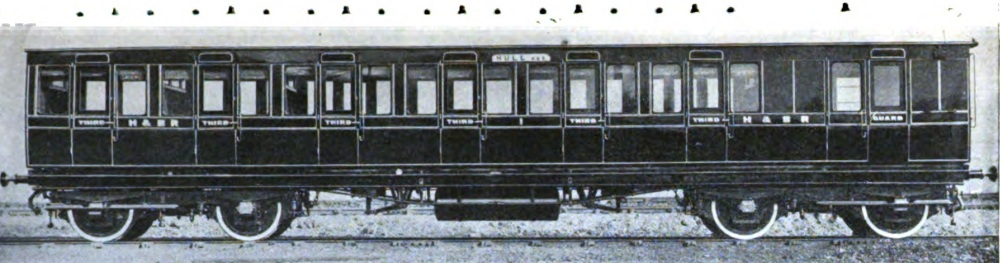
Der erste Drehgestell-Personenwagen der H&BR

Die Lokomotiven der H&BR waren schwarz und hatten anfangs graue, später rote und blaue Zierlinien. Der schwarzen Farbe wurde später etwas grün hinzugemischt, so dass die Lokomotiven zwar normal schwarz aussahen, aber in der hellen Sonne leicht grün erschienen. Die Farbe nannte sich invisible green (unsichtbares Grün). 1915 war die Gesellschaft im Besitz von 186 Dampflokomotiven, 181 übernahm die NER 1922 und 138 wurden 1923 noch von der LNER übernommen.
Der Großteil der Eisenbahnwagen waren Güterwagen. Von den zum Zeitpunkt der Übernahme durch die NER vorhandenen 4808 Güterwagen waren wiederum über 3000 offene Wagen.